# 倍樂生
倍樂生公司（日语：ベネッセコーポレーション）是一家位於日本岡山縣岡山市的出版社、教育出版公司，前身是1955年1月28日創立的福武書店。

## 外部連結
- 株式会社ベネッセホールディングス （页面存档备份，存于）（日語）
- 株式会社ベネッセコーポレーション （页面存档备份，存于）（日語）
- YouTube上的ベネッセ 公式チャンネル頻道